# Вулиця Квітки Цісик (Тернопіль)
Вулиця Квітки Цісик — вулиця в мікрорайоні «Старий парк» міста Тернополя. Названа на честь американської співачки українського походження Квітки Цісик. До 11 липня 2022 року — Вулиця Ломоносова.

## Відомості
Розпочинається від вулиці Михайла Коцюбинського, пролягає на схід, згодом — на північ, де продовжується вулицею Галицькою. На вулиці розташовані переважно приватні будинки, є декілька багатоповерхівок.